# 560 a.C.
Il 560 a.C. (DLX a.C. in numeri romani) è un anno  del VI secolo a.C.

## Eventi
- Costruzione e inaugurazione dello stadio Panathinaiko ad Atene

## Morti
- Agariste di Sicione, nobile greca antica
- Aliatte II, re
- Evil-Merodach, sovrano